# 安済橋

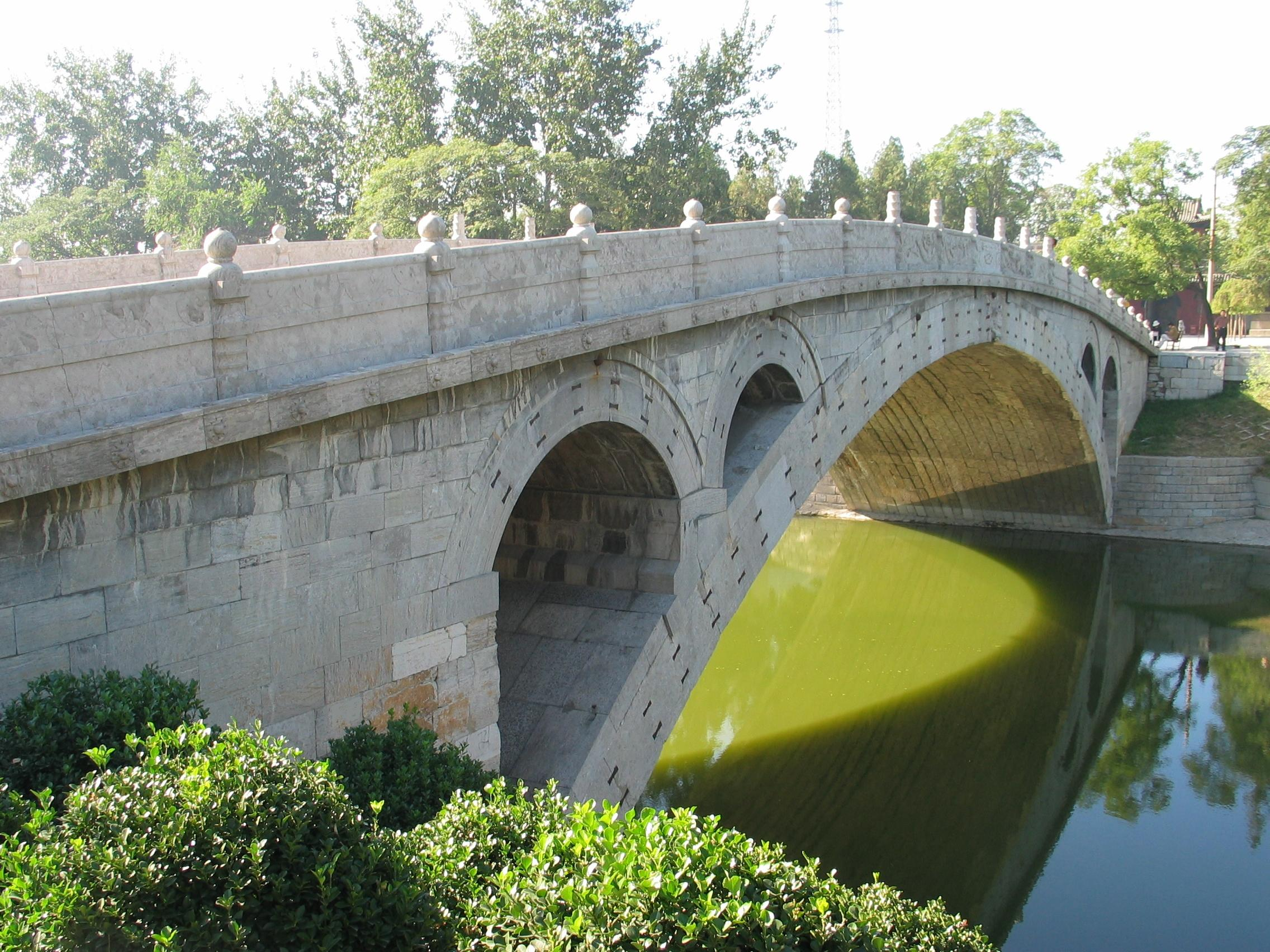
安済橋

安済橋（あんさいきょう、Ānjì Qiáo、Anji Bridge）は、中華人民共和国河北省趙県にある隋朝の595年-605年頃に架橋された石造アーチ橋。趙州橋、大石橋などの別名で知られる中国現存最古の橋で、730年の間、アーチの長さは世界一だった。

## 概説
全長50.82m、李春の設計施工による。

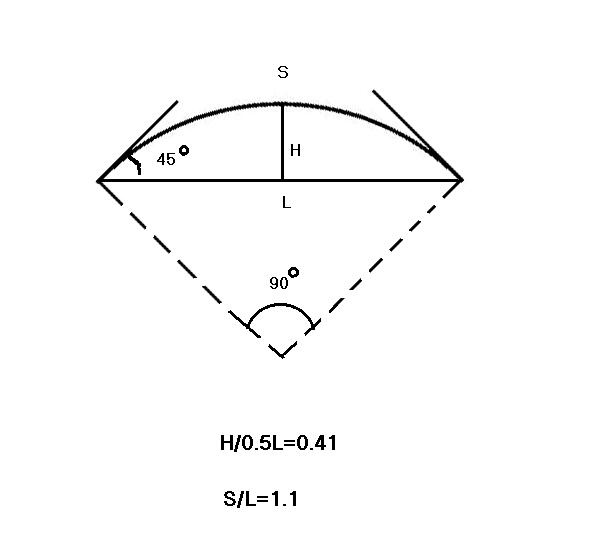
架橋理論の概要

- 1961年に中国の全国重点文物保護単位に指定。
- 1991年にアメリカ土木学会より銅メダルが贈られている。